# Винструп, Педер Йенсен
Пе́дер Йе́нсен Ви́нструп (Peder Johannes Jensen Winstrup 18 марта 1549, Копенгаген — 24 июня [4 июля] 1614, Копенгаген) — датский священник и зеландский епископ датской народной церкви (дат. Sjællands Stift) с 1590 года до своей смерти.

## Биография
Родился в семье священнослужителя Йенса Винструпа, умершего в 1558 году, который служил приходским священником (дат. Sognepræst) в церкви Святого Николая (дат. Nikolaj Kunsthal) и был ректором в Соккелунд Херред (дат. Sokkelund Herred) Графства Копенгаген и в столичном городе Копенгаген; мать — Энн Нильсдаттер Хофвет, — после смерти мужа вновь вышла замуж за священника.
Педер Йенсен Винструп обучался в Копенгагене, Слагельсе и Роскилле — став студентом в 1568 году. Через два года получил степень бакалавра, после чего комендант Копенгагенского замка и владелец Винструпа в Зеландии Бьёрн Андерсен Бьёрн, — от которого вероятно происходил отец Винструпа, — принял Педера Йенсена учителем своих сыновей: Труида (дат. Truid) и Якова (дат. Jacob). С 1572 года вместе с сопровождаемыми и обучаемыми им детьми посещал ряд немецких школ, получив соответствующее его интересам дополнительное образование. Степень магистра Винструпу присвоена в Виттенберге, где он в 1576 году опубликовал пересказ истории страданий Христа греческими гекзаметрами.
В 1578 году был избран приходским священником в церкви Святого Духа в Копенгагене (дат. Helligåndskirken i København). В 1580 году по королевскому прошению университету должен был быть рассмотрен вопрос о предоставлении Винструпу учёной степени «почётного доктора теологии» за заслуги перед государством, так как «хороший, правильный, учёный человек должен быть в состоянии принять ту же степень и свидетельство учености достойно», однако предложение не было одобрено.
После публикации проповеди «О вечной жизни и смерти» в память усопшего королевского канцлера Эйлере Груббе, 12 апреля 1587 года — предположительно по старости и немощи, — королём была одобрена отставка суперинтенданта Орхуса, Лаурида Бертельсена, который вскоре и умер — успев рекомендовать приемником своей должности Винструпа, после чего Педер Йенсен Винструп был рукоположен во епископы Орхуса епископом Педером Тёгерсеном из Виборга в соборе епархии.
31 декабря 1590 года Винструп был назначен епископом Зеландской епархии. Теперь Копенгагенский университет был обязан предоставить ему должность профессора богословия и при первой же возможности он должен был получить докторскую степень, что и произошло 7 декабря 1591 года.
Винструп придерживался рилигиозно-философских учений школы Нильсона Геммингсена. В период перехода церковной власти в руки королевской знати и засилия лютеранской ортодоксии, влияние Винструпа сильно ослабло и в конечном итоге пало.
В 1608 году Винструп перенес инсульт, после чего силы стали покидать его, и он подал в отставку по состоянию здоровья. Однако прежде чем его желание было удовлетворено, 24 июня 1614 года он умер. Перед смертью Винструп учредил действовавшую примерно до 1900 года стипендию для поездок по миру студентов-богословов. Похоронен в церкви Богородицы в Копенгагене.

## Наследие
Будучи на хорошо оплачиваемой должности стал богатым человеком, приобретя несколько имений в Копенгагене. После смерти 6 сентября 1598 года жены, оставил одно из имений в наследство потомкам по женской линии, своей дочери Анне — которая в том же году вышла замуж за профессора Ганса Стафенсена; другая дочь, Елена, вышла замуж за Нильса Клаузена Сеннинга, ставшего епископом Осло. Зять Винструпа стал отличным помощником в его общественной жизни и частной переписке. 5 августа 1599 года Винструп женился повторно на Анне, дочери Элиаса Эйзенберга, с которой у него родилось семеро детей, в том числе сын Педер Педерсен Винструп и четыре дочери, которые, как и две вышеперечисленные от первого брака, были замужем за уважаемыми и знатными персонами, занимавшими почётные академические и канцелярские должности. Вдова Педера Йенсена Винструпа вышла замуж за его преемника, епископа Ганса Поульсена Резена. C 1638 года сын Винструпа — Педер Педерсен Винструп, — стал епископом Лунда.